# DECLIVE (álbum de EU.CLIDES)
DECLIVE é o álbum de estreia de EU.CLIDES. Editado a 10 de março de 2023, pela Universal Musica Portugal e distribuição da Virgin, o disco conta com a produção de Pedro da Linha e letras de Tota, dupla com quem já tinha colaborado em "Volte-Face", canção participante no Festival da Canção 2021. O trabalho sucedeu ao EP Reservado, que lhe valera o reconhecimento com o Prémio José Afonso no ano anterior.

O disco mistura sonoridades acústicas - sobretudo guitarra, que é o instrumento de formação de EU.CLIDES - com alguma música electrónica e influências africanas. No jornal Público, o jornalista Mário Lopes escreveu:
"A guitarra é lamento melancólico com trinado Dead Combo na alma e Cabo Verde no horizonte. Estamos no labirinto do que sente Eu.Clides, como canta, voz delicada, quase erguida em falsete, no curto arranque de filtro electrónico tão discreto quanto a mancha sintetizada que cobrirá a guitarra."
O single de apresentação do disco, “Venham Mais 7”, foi lançado em maio de 2022.
Foi considerado um dos melhores álbuns portugueses de 2023 para a crítica especializada, como a estação de rádio Antena 3, para a equipa da Blitz (e, também, pelos seus leitores). O single "Tê Menos 1" entrou na lista de melhores canções do ano para a Antena 3, na quarta posição.

## Alinhamento[12]
| N.º            | Título                             | Duração |  |
| 1.             | "Foco"                             | 1:17    |  |
| 2.             | "Tê Menos 1"                       | 3:30    |  |
| 3.             | "Venham Mais 7"                    | 2:57    |  |
| 4.             | "S. Eu"                            | 3:13    |  |
| 5.             | "57 Rue de Turbigo"                | 4:10    |  |
| 6.             | "99"                               | 3:09    |  |
| 7.             | "Dos Tempos Em Que Íamos Ser Tudo" | 3:02    |  |
| 8.             | "4ª Feira"                         | 4:23    |  |
| 9.             | "Gravidade 0"                      | 4:03    |  |
| 10.            | "Sufoco"                           | 2:54    |  |
| 11.            | "24"                               | 3:34    |  |
| Duração total: | Duração total:                     | 36:19   |  |